# マレーン姫
『マレーン姫』（マレーンひめ、Jungfrau Maleen）は、グリム童話の一編（KHM 198）。姫君が塔に幽閉されるシチュエーションはラプンツェル（KHM 12）やなでしこ（KHM 76）と共通している。

## あらすじ
ある国の王子が、マレーン姫という美しい姫君に結婚を申し込むが、マレーン姫の父である王様はかねてから姫が大きくなったら別の国に嫁がせようと考えていたので、王子の申し出を拒む。しかし、姫はその王子と相思相愛の仲となり、そのことを知った王様は罰として姫と侍女を七年分の食糧と共に、太陽の光はおろか月明かりすらも差し込まない真っ暗な塔の中へ閉じ込める。
ところが、七年が経って塔の食糧が底を着きはじめたにもかかわらず、誰も姫と侍女を解放しようとしないので、不審に思った姫と侍女はナイフで煉瓦を削って開けた穴から煉瓦を壊し、塔から脱出する。その頃には、すでに元の王国は隣国との戦争に敗れて滅ぼされ、王様は行方がわからなくなっていた。
行く当てのなくなった姫と侍女は放浪の旅に出るが、ある国のお城で下働きとして雇ってもらえることになる。その国は、かつて姫と相思相愛の仲であったあの王子の国であった。しかし、王子は別の国から嫁いで来た女性と婚約しており、もうすぐ結婚式が執り行われるという。
王子の婚約者は自分の顔立ちに自信がなく、王子とは釣り合わないと思っていたので、城に用意された部屋から一歩も外に出ようとしなかった。ところが婚礼の日が訪れ、教会へ行かなければならなくなったので困り果てた婚約者は、マレーンが婚約者の部屋に食事を運んだ際、自分の身代わりになるように命じる。
こうして、婚約者に成り代わったマレーンは教会へ行く先々でひとり言のように「私は本当の花嫁ではない」とつぶやく。そして、王子に何を話しているのか尋ねられても「マレーン姫のことを考えていただけです」と答えるのみであった。王子はどうして婚約者がマレーン姫のことを知っているのだろうと不思議に思ったが婚礼は無事に執り行われ、マレーンは結婚の証として黄金の首飾りを授かる。
その日の晩、王子は花嫁の部屋を尋ねるが、花嫁が黄金の首飾りをしていなかったことから、婚礼に出たのが別人であったことが知られる。花嫁はマレーンの謀殺を企てるが、マレーンが花嫁の家来に命を狙われた間一髪のところを王子に救われる。その首には、昼間の婚礼で授かった黄金の首飾りが輝いていた。こうして、七年ぶりに再会した王子とマレーンは結ばれ、マレーンを身代わりに立てた元の花嫁は処刑される。